# Xian de Jiayu
Le xian de Jiayu (嘉鱼县 ; pinyin : Jiāyú Xiàn) est un district administratif de la province du Hubei en Chine. Il est placé sous la juridiction de la ville-préfecture de Xianning.

## Démographie
La population du district était de 361 412 habitants en 1999.